# Kardam
Kardam (bułg. Кардам) chan bułgarski panujący w latach 777–802, następca Teleriga.
Kardama na tron wyniosła arystokracja plemienna pochodzenia słowiańskiego, która usunęła w cień rody bułgarskie, zdziesiątkowane długotrwałymi wojnami z Bizancjum. Władca wykorzystał przerwę w działaniach wojennych z Grekami i doprowadził do załagodzenia konfliktu wewnętrznego w Bułgarii. Udało mu się znacznie wzmocnić pozycję chana. Władza Kardama opierała się na rodach słowiańskich, co powodowało stopniową slawizację tureckich Bułgarów.
W 787 roku cesarzowa bizantyjska Irena wyprawiła się z Anchialos i dotarła do odległej położonej w głębi lądu miejscowości Berroe (obecnie Stara Zagora), odbudowała ją i nazwała Irenupolis. W 789 roku oddziały bułgarskie spustoszyły terytorium plemienia macedońskich Strumian, uznających zwierzchność cesarską. Kulminacyjnym momentem działań wojennych było zwycięstwo Kardama nad wojskami młodocianego syna Ireny, cesarza Konstantyna VI, pod Markellai w 791 r. W wyniku doznanej klęski cesarz został zmuszony do płacenia rocznego trybutu. Bułgarzy stale zwiększali swoje żądania, uciekając się do szantażu i grożąc wznowieniem działań wojennych. Ostatecznie Konstantyn VI w kilka lat później odmówił składania daniny i posłał Bułgarom koński nawóz. Kardam zebrał wojska i wkroczył w granice Cesarstwa. Armie obydwu państw spotkały się pod Adrianopolem w 796 roku, lecz żadna ze stron nie zdecydowała się na wydanie bitwy. Po 17 dniach wyczekiwania Kardam powrócił do Bułgarii rezygnując z daniny. Niepowodzenia Bizancjum w walkach z Bułgarami doprowadziły w następnym roku do przesilenia w Konstantynopolu. Cesarzowa Irena oślepiła własnego syna i zagarnęła całą władzę dla siebie. Chan Kardam do końca swego panowania nie podejmował już działań wojennych przeciw Bizancjum.
Kardam zmarł około 802. Źródła dotyczące panowania chana są skąpe. Ugruntował on pozycję Bułgarów na Bałkanach. Z owoców działalności Kardama korzystali jego następcy, zwłaszcza Krum i Omurtag.